# Brda (gmina Slovenj Gradec)
Brda – wieś w Słowenii, w gminie miejskiej Slovenj Gradec. W 2018 roku liczyła 290 mieszkańców. 